# Turukum
Die Turukum (Turukkäer) waren ein bronzezeitlicher Stamm, der im nördlichen Zāgros-Gebirge, östlich der Ebene von Ranya lebte. Sie sind aus den Archiven von Mari (heute im Gouvernement Deir ez-Zor, Syrien) und Tell Schemschara (Gouvernement as-Sulaimaniyya, Irak) bekannt. Durch die Guti wurden die Turukum zur Zeit des assyrischen Königs Šamši-Adad I. (an der Wende vom 18. zum 17. Jahrhundert v. Chr.) nach Westen getrieben. Die Turukkäer waren während der Herrschaft von Šamši-Adad I. und seinem Sohn und Nachfolger Išme-Dagan eine ständige Bedrohung für die Sicherheit des Assyrischen Reiches.